# Mešani pevski zbor Jakob Petelin Gallus
Mešani pevski zbor Jakob Petelin Gallus, ustanovljen  leta 1960, je dvojezičen zbor iz Celovca na avstrijskem Koroškem. Poimenovan je po slovenskem skladatelju Jakobu Petelinu Gallusu. Zbor je znan kot kulturni povezovalec med koroškimi Slovenci in Nemci.

## Zgodovina
Zbor je bil ustanovljen leta 1960. Ustanovitelj France Cigan ga je zasnoval kot pevski zbor, ki združuje pevke in pevce iz vseh dolin južne Koroške, iz Roža, Podjune in Zile. Sedež zbora je v Celovcu.

### Seznam zborovodij
- 1960 - 1970 France Cigan
- 1971 - Silvo Mihelič
- 1971 - 1977 Jožko Kovačič
- 1977 - 1980 Janez Kampuš
- 1980 - 1981 Urhej Kassl
- 1981 - 1985 Janez Tratar
- 1985 - 2010 Jože Ropitz
- 2010 - 2015 Dominik Hudl
- 2015 - 2017 Sabina Wiegele
- 2017 - 2023 Mario Podrečnik
- 2024 - danes Katja Križnar

### Seznam predsednikov društva
- Franc Smrtnik,
- Urhej Kassl,
- Peter Sticker,
- Ivan Olip,
- Lenčka Kupper,
- Miha Kampuš,
- Katharina Podrečnik.

## Projekti
Poslanstvo zbora je gojiti predvsem slovensko posvetno in cerkveno narodno in umetno pesem ter širiti zborovsko literaturo koroških sodeželanov. Vključen je v Krščansko kulturno zvezo. Desetletja je bil Gallus edini slovenski zbor v Celovcu. Leta 2006 je prejel duhovnik, skladatelj in pedagog ter dolgoletni pevovodja zbora, Jože Ropitz, 27. Tischlerjevo nagrado. Leta 2010 je bil odlikovan z medaljo Orlanda di Lassa, ki mu jo je podelila Zborovska zveza katoliške Cerkve Allgemeiner Cäcilien-Verband.
Dne 4.
oktobra 2015 smo v prepolni dvorani celovškega Doma glasbe
predstavili projekt „Zgodbe slovenskih pesmi na Koroškem“, v
katerem je opisanih 20 slovenskih ljudskih pesmi z izčrpnimi
informacijami, prevodi in opisi v nemškem jeziku.
13. decembra 2020 je zbor priredil spletno prireditev "Ponovno najdeni kraji" v kateri je obravnaval avstrijsko koroške krajem kjer obstaje slovensko krajevno ime. V enem je to tudi bilo slavljenje 60-letnice ustanovitve zbora.

### "Unser Land"
Skupaj z drugimi zbori, predvsem z zborom Kammerchor Klagenfurt-Wörthersee, je nastopal pri flash mobu na Celovškem kolodvoru. S tem je sooblikoval začetek iniciative društva "Unser Land - Naša dežela", katerega cilj je premagati zapreke, ki so v preteklosti nastale med obema narodnima skupnostima na avstrijskem Koroškem. Na koncertu društva "Unser Land" oktobra 2012 je zbor zapel v veliki dvorani Celovškega sejmišča  nove skladbe, med njimi pesem Jožeta Ropitza na besedilo Nine Zdovc z naslovom "Spomin". Celovški ORF je ves koncert prenašal na predvečer avstrijskega državnega praznika.  Tudi RTV Slovenija je izčrpno poročal o tej uspešni predstavi. Skupno z zborom Kammerchor Klagenfurt-Wörthersee ter s pevci Dvojezične Višje šole za gospodarske poklice je Gallus sooblikoval praznovanje 10. oktobra 2014  na Deželnem dvorcu v Celovcu.
130 pevk
in pevcev, članov komornega zbora Kammerchor Klagenfurt, Mepz Jakob
Petelin Gallus in zbora A-Capella Chor Villach je 10.10.2015
v okviru deželnega praznovanja 95. obletnice plebiscita skupaj
s 70 instrumentalisti orkestra
Alpe-Adria-Landesjugendsymphonieorchester predvajalo trijezično
trilogijo Günther-ja Antesberger-ja, Evropsko himno in Himno sprave
„Kärnten/Koroška
Heimat im Süden“.
100. obletnica plebiscita: Koroško deželno proslavo, posvečeno spominu, skupnosti in prihodnosti, so glasbeno oblikovali Vojaška glasbena Koroška pod vodstvom Dietmarja Pranterja, Mešani Pevski Zbor J.P. Gallus pod vodstvom Maria Podrečnika in Komorni pevski zbor Celovec Wörthersee pod vodstvom Günterja Wallnerja. 

### Sodelovanje preko meja
Gallus je prijateljsko povezan z raznimi slovenskimi zbori v matični Sloveniji pa tudi v tujini, tudi z istoimenskim mešanim pevskim zborom iz Trsta. V soboto 19. novembra 2011 je zbor sodeloval na 53. reviji pevskih zborov "Cecilijanka 2011" v Kulturnem centru Lojze Bratuž v Gorici, kjer so se predstavili zbori iz zamejstva in Slovenije. To revijo prireja Zveza slovenske katoliške prosvete Gorica.
Ustoličenje karantanskega kneza, kantato ustanovitelja zbora, Franceta Cigana, je izvajal zbor skupaj z Mešanim pevskim zborom župnije Prevalje in njihovim zborovodjo Jožkom Kertom na Prevaljah, v Borovljah in v ljubljanski stolnici sv. Nikolaja pa pod taktirko lastnega pevovodje, Dominika Hudla v petek, 24. junija 2011 po maši za domovino. Sodelovali so tudi solistični glasbeniki iz Slovenije. Zgodovinsko ozadje kantate temelji na študiji zgodovinarja in akademika Boga Grafenauerja.

### Cerkvena glasba
Gallus oblikuje vsako leto januarja nedeljsko bogoslužje v Celovški slovenski župniji v kapeli Provincialne hiše Šolskih sester, v postu večerno mašo V čast s trnjem kronani glavi v Celovški mestni cerkvi ter v maju večerno bogoslužje v Celovški stolnici. Koncertne turneje: ZDA v letih  1976, 1988 in 1996; Argentina  leta 1992; Avstralija leta 1994; Ukrajina leta 2001 ter zadnja leta mnoge države v Evropi.

## Plošče in zgoščenke
- 1971 Lipa zelenela je
- 1974 Rož Podjuna Zila
- 1993 Reke mojega življenja (kantata, skladatelj: Jože Ropitz - besedilo: Alojz Rebula)
- 1994 Kako je lep ta kraj
- 1998 So jasli dom Boga
- 1999 Mati - žena (kantata, JožeRopitz - besedilo: Alojz Rebula)
- 2004 O tebi pojem, pomlad (kantata, JožeRopitz - besedilo: Tone Kuntner)
- 2006 Misterij duhovništva (kantata,  skladatelj: Jože Ropitz - besedilo: Mirko Isop)
- 2010 Velika dela Jožeta Ropitza
- 2015 Zgoščenka:  Zgodbe slovenskih pesmi z brošuro KTW 1510
- 2020 Wiedergefundene Orte - ponovno najdeni kraji